# Миртоб
Миртоб (тадж. Миртоб) — село в Раштском районе Таджикистана. Входит в состав сельской общины (джамоата) Хоит. Расстояние от села до центра района (пгт Гарм) — 44 км, до центра джамоата (село Хоит) — 20 км. Население — 397 человек (2017 г.), таджики. Население в основном занято сельским хозяйством.